# Kalela

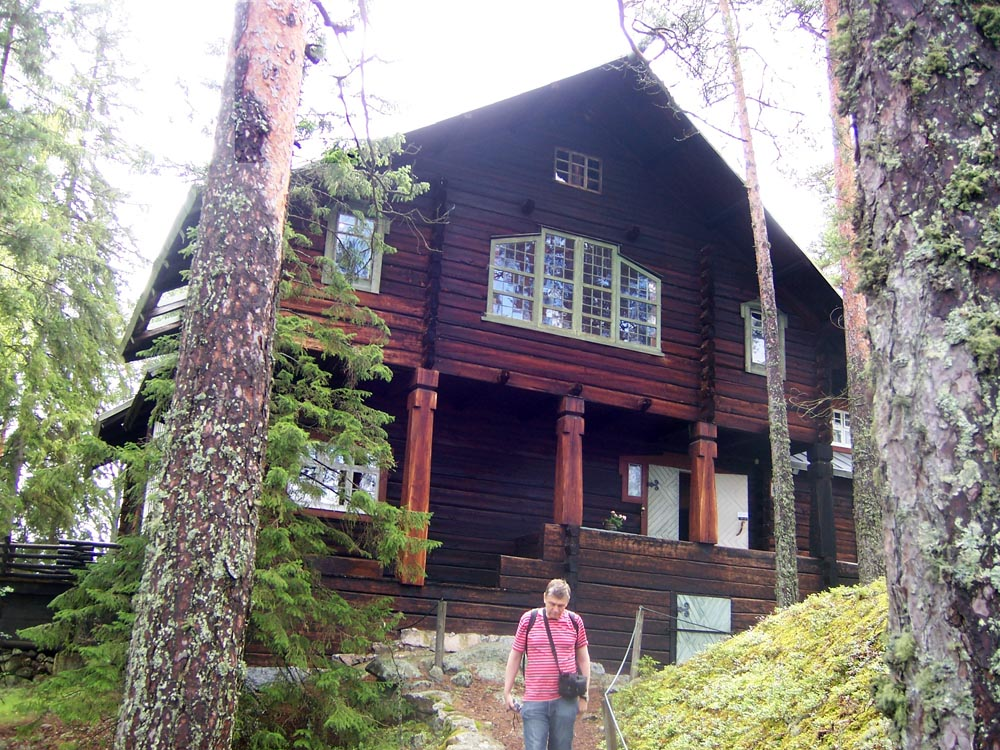
Kalela

Kalela är den finländska konstnären Akseli Gallen-Kallelas ateljébyggnad i Ruovesi. 
Kalela var vid sidan av Emil Wikströms ateljé Visavuori i Sääksmäki 1890-talets viktigaste konstnärshem i Finland. Gallen-Kallela inledde planeringen av Kalela redan 1889, men gjorde många ändringar av ritningarna innan bygget kom igång 1894 och slutfördes 1895. Interiören i Kalela domineras av ett stort ateljérum med fönster mot norr. Från ateljéns läktare har man tillträde till sovrummen i andra våningen. Till byggnaden i stock (torrfura) fick Gallen-Kallela impulser bland annat från England och sina resor till Karelen, som han företog i början av 1890-talet. Konstnären lämnade Kalela sista gången 1921, varefter huset stod öde i halvtannat decennium. Kalela, som alltjämt är i släkten Gallen-Kallelas ägo, invigdes 1965 som museum och är sommartid öppet för allmänheten enligt överenskommelse.